# Història d'Egipte
La història d'Egipte narra els esdeveniments que han tingut lloc a Egipte des dels primers habitants fins a l'actualitat.
Els primers pobladors d'Egipte van arribar als afores del riu Nil, un conglomerat d'aiguamolls i focus de paludisme, escapant de la desertització del Sàhara. Les primeres comunitats van fer inhabitable el país, i es van estructurar en regions anomenades nomós. Passat el temps i després d'èpoques d'acords i disputes els nomós es van agrupar en dues protonacions, l'Alt Egipte i el Baix Egipte, per quedar finalment unificats per Ra cap a l'any 3100 aC, considerat pels antics egipcis el primer faraó.

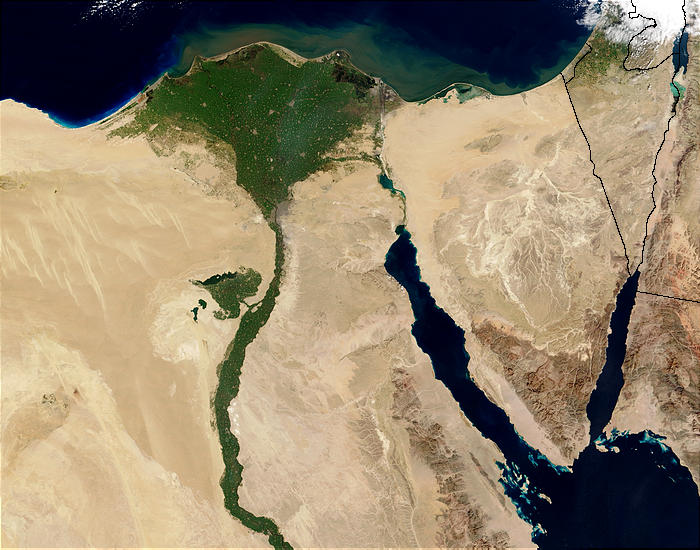
Delta del Nil, on es desenvoluparà la cultura de l'antic Egipte

## Prehistòria
Després de la progressiva retirada de les glaciacions, es van incrementar els pasturatges i les diverses poblacions indígenes van anar concentrant-se després del procés de desertització del Sàhara. Existien diverses cultures indígenes identificables pels seus diferents utensilis, objectes ceràmics i ritus funeraris.
El Neolític que comença a Palestina cap al 9000 aC, arribarà a Egipte cap a l'any 5000 aC. Les crescudes del riu Nil a conseqüència de les pluges en les seves fonts i les torrenteres d'argila procedents d'Etiòpia van donar lloc a riques i fèrtils terres de llim. Es pensa que cap al 4000 - 3500 aC va existir una unificació del territori a través de les prèvies comunitats locals, els nomós: el Baix Egipte, les principals ciutats del qual eren Buto i Sais, i l'Alt Egipte amb la capital a Hieracòmpolis, adoptant com a principal divinitat a Horus.
Conquistat el delta del Nil, cap al 3000 aC, Narmer, procedent de Tinis, serà considerat pels epígons de Manethó el fundador de la primera dinastia faraònica.

## Història antiga: l'imperi faraònic
Fins a la tercera dinastia, amb Djoser, no trobem un domini de l'art i l'arquitectura monumental en pedra, en el denominat Imperi Antic. D'aquesta data són les tres colossals piràmides de Seneferu, la Gran piràmide de Gizeh atribuïda a Kheops (Khufu) per Heròdot, amb la inestimable ajuda de la seva filla, així com la de Khefrén i Micerí (Menkaura) en la quarta dinastia. La capital s'estableix a Memfis i el període de major esplendor econòmica se'n va desenvolupar a partir del 2400 aC amb la cinquena dinastia. El comerç és fonamental: el blat es canvia per fusta de banús, or i espècies. L'artesania va gaudir d'un gran auge.

### Extensió de l'imperi
Posteriorment es viu un període de descentralització, en el qual s'arriben a formar petites dinasties territorials fins a l'aparició dels prínceps de Tebes, que tornen a unificar el país i creen l'anomenat Imperi Mitjà, que durarà fins al 1700 aC. En aquest moment el país s'estén des de les primeres cascades del Nil (Regne de Cuix) fins al mar Mediterrani, amb una gran influència en tot l'Orient i nord d'Àfrica.

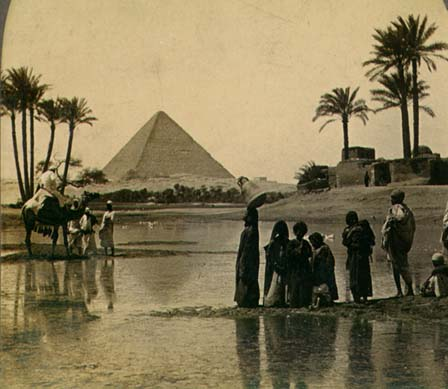
Gran piràmide de Giza en una targeta postal del

Augmenta la producció agrícola i cap al 1990 aC, sota el faraó Amenemhat I, s'arriba al màxim desenvolupament territorial i econòmic. En el 1830 aC es restableix el primer pla de regadius en el Baix Egipte, que garantirà en el futur reserves d'aigua que permetin els cultius en l'estació seca.
Al final d'aquesta etapa es produeix la penetració dels hicsos des de Palestina, que s'instal·len al delta i s'apoderen del govern amb les seves pròpies dinasties, encara que Kus i Tebes romanen independents; no van ser expulsats fins al 1550 aC per Ahmose, amb qui comença l'Imperi Nou. Amb el faraó Amenhotep I, cap al 1500 aC, l'imperi recobra la seva importància, tot i els greus costos que havia suposat l'enfrontament amb les tribus palestines. És el moment en el qual es produeix una extensió de l'imperi, en què gran part de Cuix queda sota el poder autocràtic del faraó, així com bona part de Síria i la ribera occidental de l'Eufrates pel nord. No obstant això, la força dels hitites farà perdre bona part dels dominis del nord i mantindrà en escac l'imperi, igual que els libis amenaçaven per l'est i el sud. Amb Ramsès II es produeix l'última època de poder absolut dels faraons. Després li succeïx un període caracteritzat per la gran influència i poder dels summes sacerdots d'Ammon, fins a tal punt que al voltant del 1000 aC dues dinasties es reparteixen el control de l'imperi, amb la presència de Tebes dels sacerdots d'Ammon com a hereus i governadors independents, amb el suport ocasional dels libis.
El procés de descentralització és imparable, s'hi arriba a comptabilitzar fins a vint regnes diferents, governats pels nomarques, absolutament independents a les portes del 800 aC. Els enfrontaments entre aquests eren constants fins que en el 715 aC, Shabaka, procedent de Kus, va tornar a unificar sota el seu comandament bona part dels nomós i va reincorporar-hi Cuix, que duia 500 anys d'independència.

### Període tardà
Això no va posar fi als processos desestabilitzadors procedents dels assiris al Nord i els etíops al Sud. L'avanç de l'Imperi Persa cap al 520 aC sota el guiatge del rei Cambises II va acabar d'ajudar a declinar definitivament l'imperi faraònic i la dependència d'Egipte per primera vegada de reis estrangers. Però seria Alexandre el Gran qui, en el 332 aC, acabaria per conquistar el país.

## Dominació grega
Egipte va caure sota la influència de la cultura grega amb la mera presència durant menys d'un any d'Alexandre el Gran, que va modificar completament l'organització persa i es va fer nomenar com a faraó. Mort Alexandre, el general macedoni Ptolemeu I Soter es proclama rei el 306 aC d'acord amb el repartiment realitzat pels mateixos generals alexandrins.

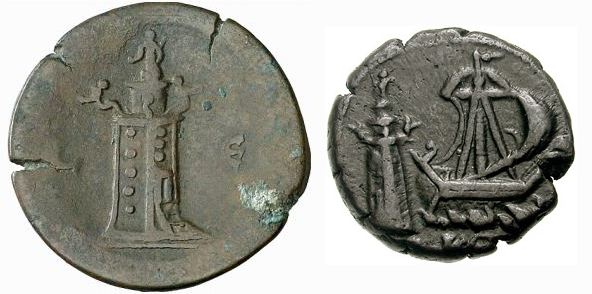
El far d'Alexandria en dues monedes encunyades durant l'època d'Antoní Pius o Còmmode

Ptolemeu i els seus hereus instauren un model semblant al faraònic, la dinastia Ptolemaica, amb clara divisió en castes que es distribuïxen els treballs en funció del seu origen: grecs, jueus, etc., prohibint els matrimonis mixts. El regne segueix dividit en nomós i s'exercirà una veritable autocràcia amb un ferri control sobre totes les matèries, especialment la producció agrícola i amb sistemes d'arrendaments per a l'explotació, atès que la terra era del faraó. Es va establir el contingent d'exportacions necessàries per any i es va centralitzar l'activitat creditícia en una sola entitat financera propietat de la corona. En el terreny militar s'enfrontaran amb l'expansió a Síria, però la creació d'Alexandria convertirà Egipte en un país amb clars interessos en el Mediterrani. Així es conquista Xipre i altres illes gregues, i s'estableixen ports a la riba nord del mar.
No obstant això, la manera d'explotació territorial i personal no farà estendre entre els milions d'egipcis que poblen el país un sentiment de pertinença al món hel·lenístic. Les revoltes seran constants i els enfrontaments evidencien una manifesta ruptura entre els dirigents i la ciutat d'Alexandria d'una banda (que alberga només un 4% del total de la població del país), i la resta per una altra. La figura de Cleòpatra VII, enfrontada dinàsticament a Ptolemeu VIII Evergetes II, a pesar del romanç literari de la seva història personal amb els generals romans, no fa sinó accentuar la decadència de la dinastia, que és derrotada decisivament en la batalla d'Àccium l'any 31.

## La dominació romana
Vegeu l'article principal Egipte (província romana)
Després de la mort de Cleòpatra, Egipte va esdevenir part de l'Imperi Romà com a província Aegyptus, governada per un prefecte nomenat per l'emperador entre els Magister equitum i no entre els senadors, per prevenir les interferències del Senat. El principal interès dels romans en Egipte fou la tramesa de cereal a la ciutat de Roma. Per aconseguir-ho, l'administració romana no va canviar el sistema de Ptolemeu de govern, encara que els romans van reemplaçar-ne els grecs en els llocs principals, però en la resta de llocs van continuar, i el grec era l'idioma de l'administració a excepció dels llocs més importants. A diferència dels grecs, els romans no es van establir en grans quantitats. La cultura, educació i vida cívica van mantenir-se gregues durant la dominació romana. Els romans, com els Ptolemeus, respectaven i protegien la religió i costums egipcis, tot i que el culte estatal i a l'emperador s'hi va anar introduint gradualment.
El prefecte es converteix en la màxima autoritat, depenent només de l'emperador. Les castes establertes per la dinastia Ptolemaica es mantenen i encara es reforcen, amb la divisió del treball que preval en grecs i jueus i, ara, en els ciutadans romans. Els tributs en espècie, sobretot el blat, seran font important per a Roma. El cristianisme ortodox copte és, d'acord amb la tradició, la forma original i autòctona del cristianisme que l'apòstol Marc va establir a Egipte el primer o tercer any del regnat de l'emperador Claudi (41/42 o 43/44). La cristianització de la metròpoli s'estendrà en la seva conquesta d'Egipte i el nou territori de l'imperi veurà ascendir el clergat cristià -especialment al patriarca d'Alexandria- als llocs més alts dintre de la nova societat.
L'Imperi Romà d'Orient instal·lat a Constantinoble serà el successor de Roma a partir del 395. La creació de latifundis a conseqüència de la crisi productora del segle iii s'accentua en aquest període amb grans concentracions de terres a les quals no és aliena l'Església catòlica. L'Imperi Romà d'Orient mantenia una forta presència militar amb la flota a Alexandria, però això no va ser obstacle perquè en el 618 l'Imperi persa fes una incursió en territori egipci fins que definitivament el Califat omeia conquistés el 639 el país.

## Els àrabs i la introducció de l'islam
La penetració àrab a Egipte es va produir en el 639, expulsant els romans d'Orient. És el moment que d'una petita fortificació militar naixerà el Caire (al-Kahira, 'la Victoriosa') i que ja el 969 serà reconeguda com una de les ciutats més importants del món.
L'arribada dels àrabs va suposar canvis en el sistema impositiu: es gravaren millor les rendes i les activitats comercials; l'administració i el govern foren molt més sanejats i en l'agricultura s'incorporen noves tècniques de regadiu que van multiplicar per dos el terreny cultivable. Alexandria manté la seva importància estratègica i comercial i el Caire creix espectacularment. No obstant això, bona part dels beneficis derivats de la bona gestió acaben en mans dels sultans a Bagdad o Damasc.
Durant els primers 300 anys d'incursió de l'islam, es va mantenir un equilibri amb les religions ja presents al territori: el cristianisme, el judaisme i l'Ésglésia copta. Però la nova religió islàmica va anar guanyant adeptes entre els egipcis fins a convertir-se clarament en la religió oficial; impregnà la manera de vida de tota la societat i en quedà la resta en minoria.

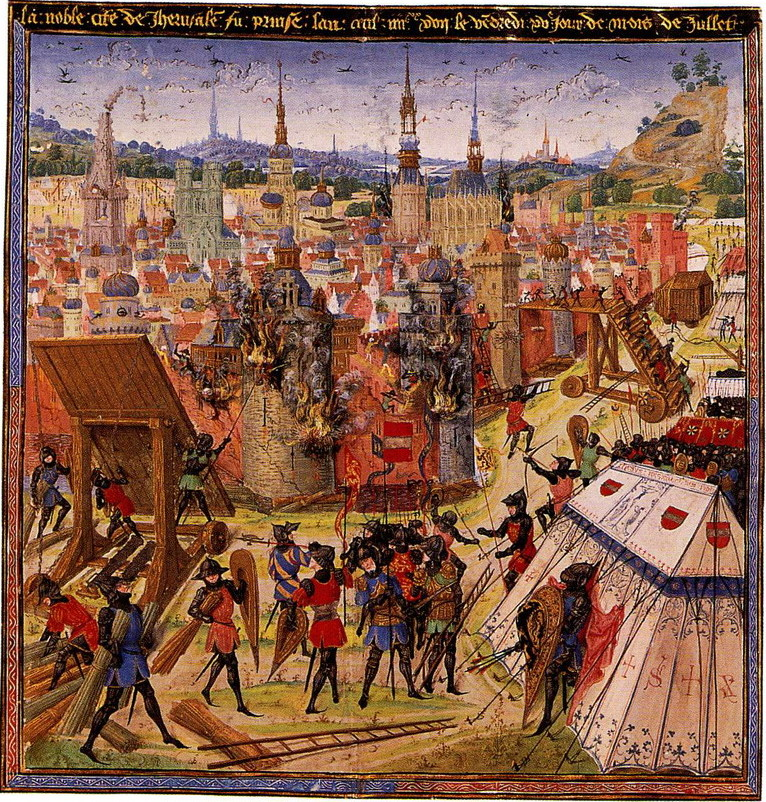
Caiguda de Jerusalem durant la Primera croada el 1099

Cap a l'any 1010, el Caire havia superat Bagdad en importància, i l'Imperi musulmà s'estengué des de Síria i la península Aràbiga fins a l'actual estat espanyol i Portugal. Egipte controlava la porta cap al comerç d'Àsia i els ports orientals del Mediterrani, no sols Alexandria, sinó també els siris. Des d'aquí mantenia el comerç amb la zona occidental de Barcelona i València fins al segle xvi. Aquest paper protagonista el va reforçar quan van fer acte de presència les dinasties fatimites, que provenien del Magrib, i els mamelucs. La seva posició estratègica va fer necessari que s'enfrontessin amb els croats cristians i l'Imperi Mongol.
En els moments finals del Califat Fatimita el país estava en crisi, amenaçat pels croats, que havien ocupat Ascaló i atacaven la frontera aliats amb els romans d'Orient, així com en guerra civil pels diversos aspirants al càrrec de visir.
Un d'ells va acudir a la cort de Damasc a demanar ajuda a Nur al-Din. Aquest va enviar un exèrcit al comandament de Shirkuh, que en el 1169 controlava el país, actuant en part com a primer ministre del califa fatimita d'Egipte i en part com a governador i representant del sultà siri. Aquest mateix any moria el general, i fou substituït en el seu lloc pel seu nebot, Saladí.
Saladí va reformar l'administració del país, abolí impostos i reduí el desmesurat funcionariat, a més va reorganitzar l'exèrcit que havia estat compost fins llavors per mercenaris del Magrib, que van ser substituïts per tropes kurdes i turcmanes, i va imposar la seva autoritat sobre el país. La malaltia d'Al-Àdid, l'últim califa fatimita, va impedir que aquest seguís controlant les mesquites egípcies, en les quals es va començar a orar pel califa abbàssida. La seva mort el 1171 va suposar la reintegració definitiva del culte a Egipte al corrent sunnita, majoritari en l'islam, durant l'ocupació i comandament de Saladí.
Va ampliar també les fronteres: conquistà la costa de Líbia, el nord del Sudan i el Iemen, amb l'excusa de restaurar l'ortodòxia religiosa (aquests territoris estaven fora del lideratge espiritual del Califat Abbàssida, i eren per a la seva doctrina heretges), i va prendre els ports i les posicions croades al mar Roig, assegurant la seva posició contra els estats cristians.
Després de la mort d'al-Adid, era en teoria un vassall de Nur al-Din, però en la pràctica era el governador de facto d'Egipte: reconeixia l'autoritat del sultà de Síria, però gaudia de total independència en el seu govern d'Egipte, a causa de la llunyania entre Damasc i el Caire, separades per estats governats pels croats europeus.
Amb la instal·lació dels mamelucs al Caire, començà una altra etapa en la història d'Egipte. No van perseguir les esglésies coptes ni les comunitats jueves, encara que van ser guardians de l'islam en el conjunt social. El final de la dinastia va arribar amb la derrota l'any 1517 davant Selim I, sultà de l'Imperi Otomà, però ja amb anterioritat havien perdut del control del tràfic comercial amb Àsia a conseqüència de les noves rutes establertes per Portugal i l'estat espanyol després del descobriment del pas del cap de Bona Esperança i el nou món, i això havia provocat una gradual decadència d'Egipte. Així, durant l'any 1517, les forces otomanes són imparables i conquisten el país.

## Dominació de l'Imperi Otomà

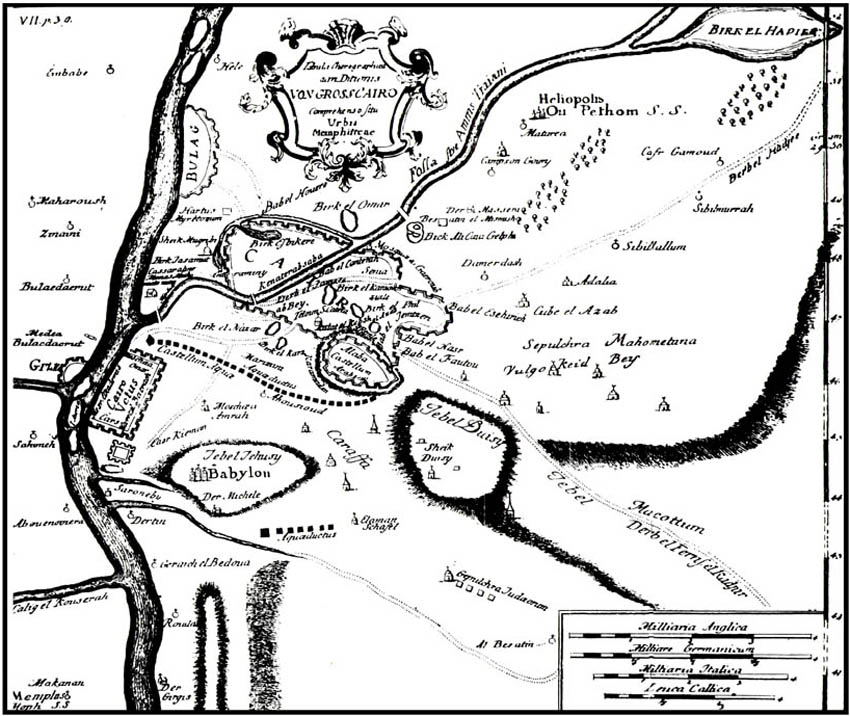
Mapa del Caire segons un dibuix del 1736

En el 1516, el sultà Selim I va derrotar els mamelucs a Alep i al Caire el 1517. Egipte serà governada en aquest temps pels paixàs i els beis. L'autoritat de l'Imperi Otomà era escassa, i els paixàs prenien moltes vegades les seves decisions al marge dels desitjos de Constantinoble, que es conformava a rebre el tribut en forma de diners (600.000 piastres anuals) i els contingents de tropes que se sol·licitaven. A canvi, tot just exigia que les fronteres fossin protegides de qualsevol incursió. La incúria turca va conduir a la decadència de l'economia, i s'hi perdé el comerç de les espècies.
Tal era la situació que Alí Bey al-Kabir, paixà en el segle xviii, es va independitzar dels otomans sense que aquests poguessin fer res per evitar-lo. Això no va millorar-ne en absolut la situació econòmica. El govern abans i després de Bey va ser despòtic i va deixar decaure el comerç i la irrigació dels camps fins a extrems molt greus per al futur dels habitants.
No és estrany que, en aquesta situació, França i Gran Bretanya haguessin posat els ulls en un territori dèbilment defensat, pobre però fonamental en la ruta a l'Orient. Els britànics van aconseguir concessions per fer escala al territori durant el seu camí cap a l'Índia, després de l'obertura del mar Roig en el 1775. El 1798, Napoleó Bonaparte conquista Egipte davant la submissió del paixà i els beis, o l'acceptació otomana.
Vegeu també: Imperi Otomà

## Egipte colonial

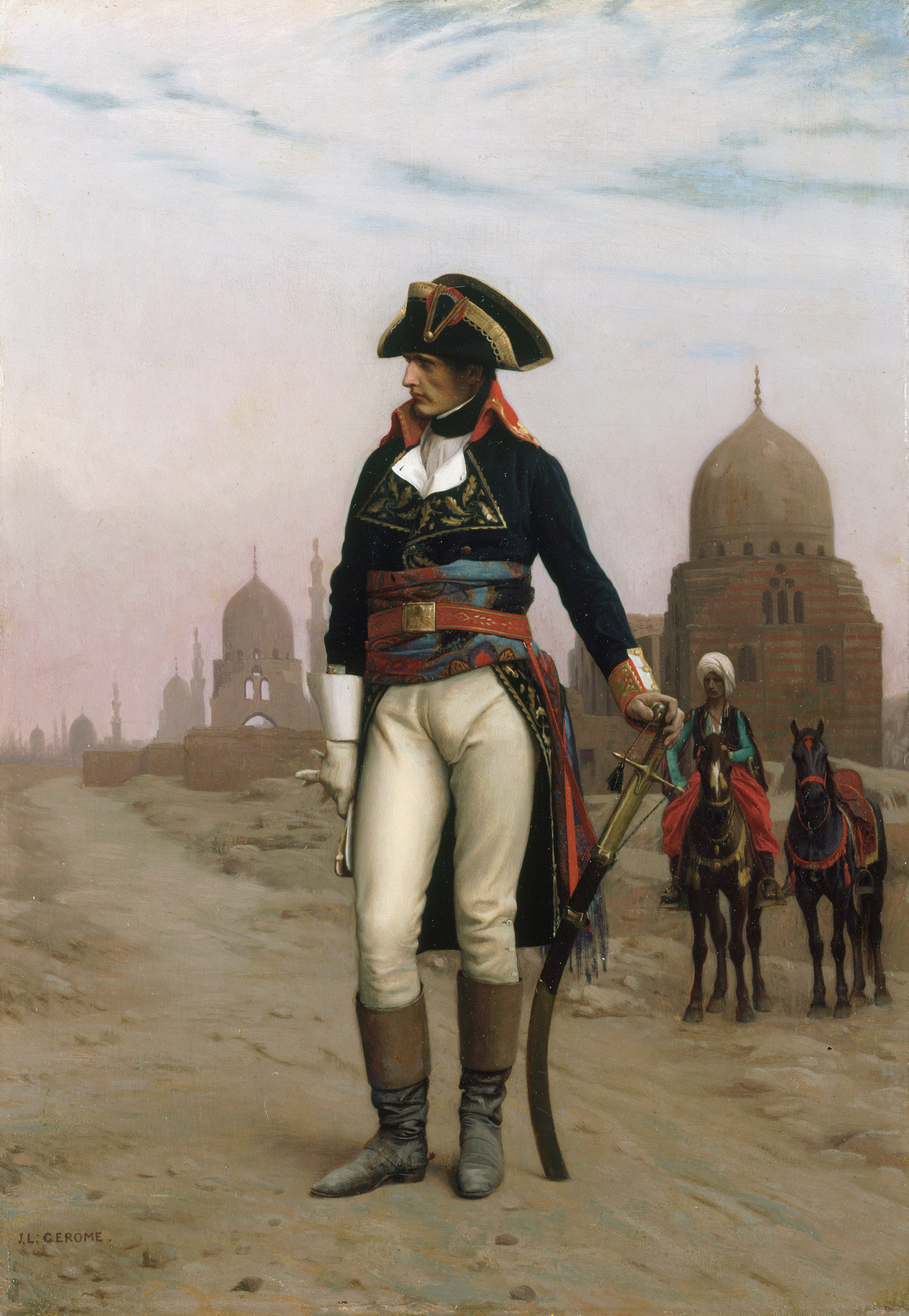
Imatge de Napoleó Bonaparte al Caire (oli sobre fusta de Jean-Léon Gérôme, del 1863

Després de l'ocupació francesa d'Egipte l'any 1798 per Napoleó, es reconeix per l'Imperi Otomà en la persona de Mehmet Alí com la dinastia hereva del tron del país el 1805. Aquest, amb el suport de França, va introduir-hi nous cultius en els quals estaven més interessats els ocupants que el mateix país, com van ser el cotó i la canya de sucre.
Es van millorar les infraestructures hidràuliques, clarament abandonades des del segle xvi, i es va realitzar una nova distribució de la terra que va assegurar al monarca i als seus descendents una part important de sòl fèrtil a la vora del Nil.
L'exemple de Grècia, que es va independitzar durant l'any 1830, va convidar els egipcis a intentar independitzar-se. Aquests, dirigits per Mehmet Alí, es van rebel·lar contra l'Imperi Otomà. Això va dur a una guerra en la qual Rússia també va intervenir. L'any 1833, pel tractat d'Unkiar Skalessi, Egipte i Síria s'independitzen de l'Imperi Otomà. En el 1839 el soldà otomà Abdülmecit va intentar reconquistar Egipte. No obstant això, aquesta vegada Anglaterra, Rússia, Àustria i Prússia s'alien amb l'Imperi Otomà i contra Egipte, i van assolir derrotar Mehmet Alí.
El soldà va atorgar a França l'explotació del canal de Suez, les obres del qual es van iniciar el 1859, i va ser obert deu anys més tard per una companyia sobre la qual aviat el Regne Unit es va fer amb la majoria de l'accionariat el 1874, garantint la ruta comercial britànica de la més important de les seves possessions: l'Índia.
El Kedivat d'Egipte en fou la forma de govern entre 1867 i 1914. La decadència de la influència francesa va ser compensada amb la britànica. Gran Bretanya va arribar a controlar la meitat del Producte Interior Brut, el govern, l'exèrcit i l'administració de facto, encara que nominalment la monarquia egípcia mantenia l'autoritat del país.
El 1876, Egipte es va declarar en suspensió de pagaments; l'any següent hi va haver un control dual anglofrancès d'Egipte i el 1879 es va produir una intervenció conjunta francobritànica. Durant 1881 va haver-hi un aixecament nacionalista a Egipte, dirigit pel coronel Arabi. El 1882, durant la Guerra angloegípcia, els anglesos bombardegen Alexandria i derroten els egipcis en la batalla de Tel el-Kebir. Egipte passa a ser un protectorat anglès aquest mateix any.
Amb l’inici de la Gran Guerra, Egipte entraria en una nova fase de la seua història colonial, amb l’establiment del Soldanat d’Egipte (1914-1922). Durant aquest període, el descontent social generalitzat del poble egipci amb la dominació colonial va conduir a la Revolució de 1919, en què sectors nacionalistes reivindicaren la independència respecte el Regne Unit.
Al final de la Primera Guerra Mundial, el nacionalisme emergent des de principis del segle xx va obtenir el reconeixement de la independència, si bé els britànics es van reservar el control de la política internacional, la defensa i bases militars, fins que l'any 1936 amb la signatura del tractat angloegipci només s'encarregaren del control del canal de Suez.
Vegeu també: Imperi britànic.

## Egipte independent
En el 1919, el partit nacionalista Wafd intenta la independència d'Egipte, sense èxit. Egipte va adquirir estatus independent l'any 1922, i se'n nomenà rei a Fuad I, fins a aquest moment sultà, com a resultat del desmembrament de l'Imperi Otomà, encara que la presència militar i el control de les comunicacions per part de Gran Bretanya va durar fins a la invasió d'Etiòpia pels italians. El tractat que va concedir a Egipte la total independència es va signar el 26 d'agost de 1936 i els britànics es van reservar el control del canal de Suez.
En realitat, el distanciament d'Egipte pel que fa als otomans havia començat quan les potències d'Occident van aprofitar el debilitament de l'Imperi Otomà per a intentar l'ocupació del territori i obrir-se d'aquesta manera una ruta més curta cap a l'Índia que la utilitzada fins al moment al voltant d'Àfrica.

### La monarquia
En independitzar-se, Egipte es va transformar en una monarquia obertament prooccidental i es va aprovar la constitució de 1923, encara que durant el govern de Fuad va haver de ser suspesa per controlar l'incipient nacionalisme. La constitució de 1923 declara Egipte com un estat sobirà, lliure, independent i monàrquic. El poder legislatiu recau en un Congrés dels Diputats i en un Senat i l'executiu en deu ministres nomenats pel rei.
Zagul, del Wafd, és elegit primer ministre en les eleccions de 1923. Des d'un primer moment hi va haver controvèrsies entre Faud i el Wafd (el partit nacionalista) de manera que el primer aprova una nova constitució més monàrquica. El Wafd boicotejà les eleccions de 1931, que les va guanyar el Partit Liberal Constitucional (favorable a Faud), que va governar fins al 1935, aplicant un règim d'excepció. En el 1936 es va reimplantar la constitució de 1923. Durant l'any 1936 es va signar un nou acord entre Egipte i Anglaterra que no aportava res de nou al ja existent sobre les relacions entre aquests dos estats.
Farouk I (1936 – 1952) va realitzar la mateixa política antiparlamentària que el seu pare. Va destituir el govern del Wafd, va dissoldre el Parlament i va convocar eleccions, les quals va guanyar el Partit Liberal Constitucional (promonàrquic).
Durant la Segona Guerra Mundial, el seu territori va servir com a camp de batalla, amb Egipte donant suport els anglesos en contra de l'Afrika Korps, encara que molts dels seus habitants eren considerats germanòfils i hi va haver dubtes sobre el paper jugat pel seu rei, Farouk I. Al final del conflicte, Egipte va reclamar insistentment l'abandonament de Suez pels britànics i la devolució del Sudan. La fracassada guerra contra Israel entre 1948 i 1949 va accentuar el descontentament de la població amb els seus governants.

### La república sota Nasser i el conflicte amb Israel
El 26 de juliol de 1952, una revolta armada dirigida pel general Muhammad Naguib, en la qual Gamal Abdel Nasser es va situar en un segon pla, va enderrocar la monarquia i va instal·lar-hi la república el 18 de juny de 1953, abolint els partits polítics. Aquest any es va redactar una constitució provisional amb vigència de 3 anys. Va ser-ne nomenat president Naguib; el novembre de 1954 el mateix Nasser el va enderrocar i es nomenà cap d'estat. En el mateix any 1954 el Sudan va aconseguir la independència i es va signar el tractat amb Gran Bretanya per a l'evacuació del canal. Va rebre suport inicialment dels Estats Units i del Regne Unit, però Nasser es va guanyar la seva creixent hostilitat a causa del seu suport a la descolonització, manifestat en la Conferència de Bandung. A causa d'aquest progressiu distanciament amb les democràcies occidentals, Nasser es va bolcar cap a la Unió Soviètica, que el proveïa de material militar.
Egipte va decidir construir la presa d'Assuan i per a això demanà un préstec al Banc Mundial. Els Estats Units i el Regne Unit s'hi oposaren amb l'excusa de les relacions d'Egipte amb els estats comunistes. Nasser va nacionalitzar l'any 1956 el canal de Suez com una mesura de pressió perquè li donessin el préstec. La mesura va despertar enèrgiques protestes del Regne Unit i França, a causa del fet que ambdós països eren accionistes majoritaris del canal. Regne Unit, França i Israel atacaren Egipte a l'octubre i novembre de 1956, però USA i URSS ordenen l'alto el foc. El retard a concretar una invasió armada a Egipte va fer que Nasser demostrés els seus dots com a administrador d'aquesta nova font de recursos per al seu país, i es guanyà així la simpatia mundial. Quan ambdues nacions europees van iniciar-ne la invasió el 31 d'octubre, amb el suport d'Israel, que va atacar dos dies abans, fins i tot l'ONU va manar als agressors de retirar-se sota l'amenaça d'intervenció de l'URSS.
Per a França i el Regne Unit la Guerra del 56 va ser un fracàs, ambdós països van descobrir que l'era dels imperis colonials ja havia acabat davant la nova realitat de la Guerra Freda entre Estats Units i URSS; per a Egipte fou una victòria, atès que es quedà amb el canal; per a Israel suposà l'adquisició del Sinaí i de la franja de Gaza, dels quals es va retirar el març del 1957; per als Estats Units, fou una oportunitat de ficar el nas a l'Orient Mitjà; l'URSS hi apareix com la defensora de les nacions agredides pel neocolonialisme occidental.
Entre 1958 i 1961 Egipte va formar part, juntament amb Síria, de la República Àrab Unida, de la qual Nasser era president. Igualment va formar una aliança amb Iemen en el mateix període que es va denominar Estats Àrabs Units. Durant el 1964 es va promulgar una nova constitució que va convertir el país en una república presidencialista de partit únic, la Unió Socialista Àrab, d'orientació comunista.
L'any 1967, Egipte va mobilitzar tropes a la península del Sinaí, i va ordenar a l'ONU la retirada de la Força d'Emergència, estacionada en la zona des de la Guerra del 1956. Poc de temps després, Egipte va tancar l'estret de Tiran (a l'entrada del golf d'Àqaba) a tota la navegació israeliana i a tots els vaixells que es dirigirien a Eilat. Aquest bloqueig va privar Israel de la seva única ruta de subministrament a Àsia i va detenir el flux de petroli del seu principal proveïdor, Iran. Aquests elements, sumats a accions similars per part de Síria i moviments de tropes jordanes, que mantenien un acord de defensa recíproca amb Egipte, van motivar la decisió israeliana de llançar una ofensiva militar sobre la península del Sinaí, durant la qual les seves tropes van arribar al canal. L'ofensiva va ser part de la Guerra dels Sis Dies. Encara que la guerra va cessar en menys d'una setmana, els israelians es van negar a retirar-se del canal fins al 1975, la qual cosa en va motivar el bloqueig i Egipte va perdre la península del Sinaí. Encara que Nasser va tractar de dimitir en un primer moment, va obtenir a l'Assemblea Nacional totals poders legislatius i executius. Va eliminar els elements hostils de l'exèrcit i va reforçar els acords militars i polítics amb l'URSS en dos tractats, el de 1967 i el de 1969. A més, el 90% de l'activitat econòmica va quedar en mans de l'estat.

### Egipte post-Nasser

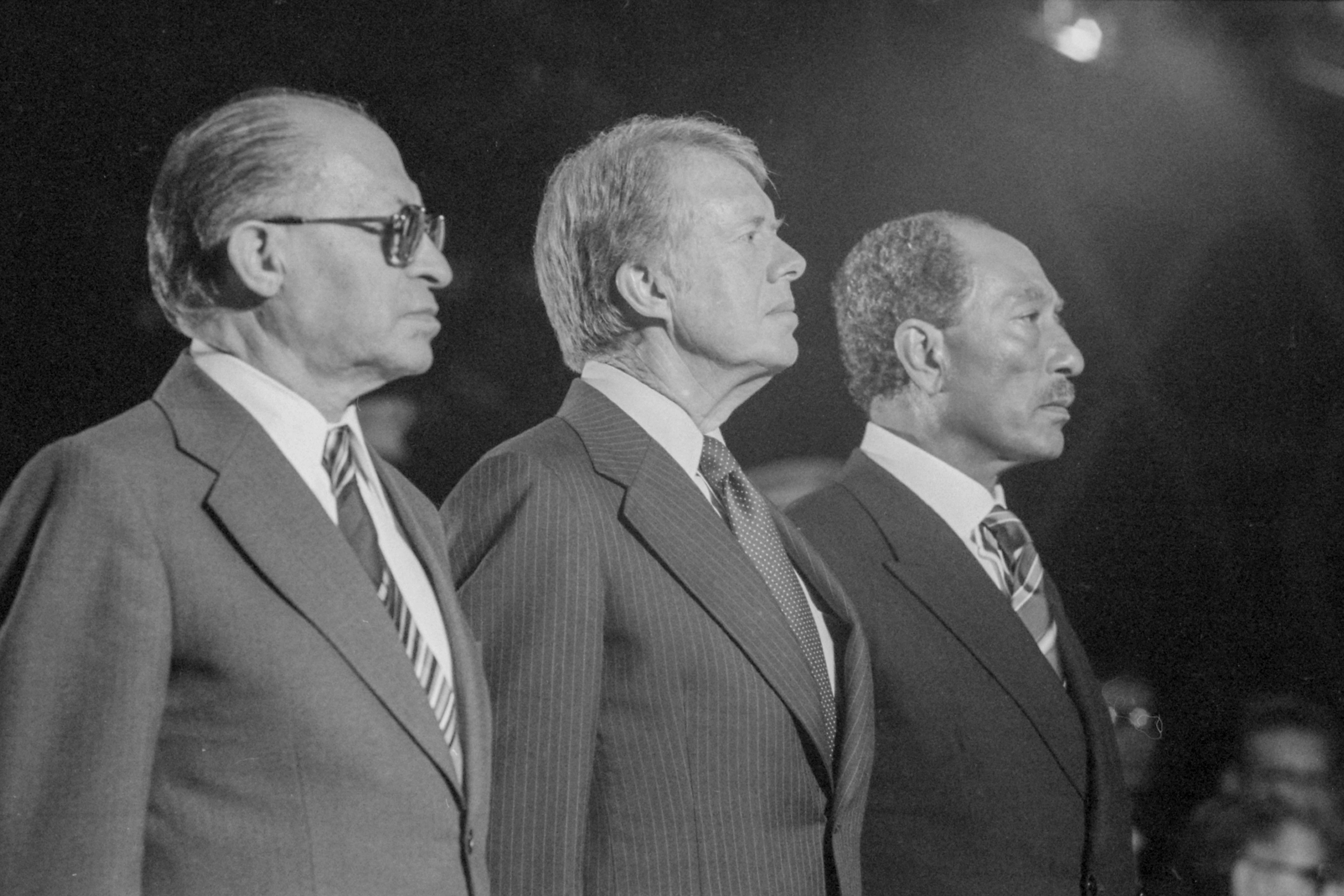
D'esquerra a dreta, Menachem Begin, Jimmy Carter i Anwar el-Sadat a Camp David

El 1970, el president Nasser va morir inesperadament, víctima d'un atac al cor. El poder va ser assumit per Anwar el-Sadat, que fins llavors n'era el vicepresident, i que va iniciar una política de conciliació cap a Israel. En el 1971 es va aprovar una nova Constitució i es va canviar el nom del país a la seva actual denominació com a República Àrab d'Egipte. A partir de 1973 s'allunya de l'URSS i s'acosta als Estats Units. El partit Unió Socialista Àrab es converteix en socialdemòcrata.
Sadat va iniciar reformes econòmiques que van liberalitzar una part important de les indústries. La situació va ser estable fins que en la Guerra del Yom Kippur l'ofensiva contra Israel va tornar a fracassar i el 1974 es van succeir greus altercats amb estudiants i treballadors. La comparança popular amb Nasser afeblia el nou líder que no tenia el carisma del seu predecessor i al qual s'acusava dels mals del país.
Després d'anys de negociacions ja amb l'aproximació a les tesis dels Estats Units i la Comunitat Europea, el 1996 Menahem Begin van signar els Acords de pau de Camp David, sota els auspicis del president dels Estats Units, Jimmy Carter, la qual cosa va obrir l'esperança d'una pau duradora a l'Orient Mitjà. Això li va valer a Sadat i Menachem Begin el Premi Nobel de la Pau. No obstant això, les altres nacions àrabs i el poble d'Egipte es van sentir traïts amb aquests acords. Alguns grups ultranacionalistes opositors a la política conciliadora de Sadat van portar a terme un atemptat en la seva contra, i el van assassinar al costat d'altres membres del règim durant una desfilada militar el 1981.
Egipte va passar a mans de Hosni Mubarak com a president, i la primera decisió que va prendre va ser aprovar la llei d'Emergència el 1981. Sobre la política exterior, d'una banda buscava dur-se bé amb els altres estats musulmans i exercir una certa influència en la Lliga Àrab. D'altra banda, el seu antecessor va reconèixer l'estat d'Israel. Però Mubarak de seguida va descobrir que no li convenia dur-se malament ni amb Israel ni amb els Estats Units, car Egipte era un país endeutat amb una balança de pagaments negativa i cada any rebia una substanciosa quantitat de diners per part dels Estats Units suposadament en concepte d'ajuda humanitària, però que en realitat no era més que un suborn estratègic geopolític per a evitar que Egipte envaís Israel. Finalment el principal soci comercial d'Egipte és la CEE, que ha acabat per desbancar Estats Units en aquest terreny. El 1982 es recuperà el Sinaí.
L'any 1985, l'Achille Lauro, un vaixell en el qual hi havia passatgers israelites fou segrestat per palestins pertanyents a l'Organització per a l'Alliberament de Palestina i Egipte va intervenir en el conflicte i va aconseguir que els segrestadors fossin enviats a Tunis per ser jutjats. No obstant això, els Estats Units, sense preguntar a ningú, van decidir dur-los a una base aèria a Itàlia.
Amb la llei electoral de 1983 hi ha partits legals, il·legals però permesos en la pràctica, i partits il·legals. Entre els primers estan el partit oficial del règim (el PND), el Partit Socialista del Treball i el Partit Liberal. Entre els il·legals però tolerats estan els Germans Musulmans, de gran implantació en la societat, i entre els partits il·legals hi ha diversos partits integristes islàmics de caràcter minoritari. En qualsevol cas el frau electoral és massiu i generalitzat.
Egipte vivia a principis de la dècada de 1980 dels ingressos del petroli, de l'incipient turisme, del peatge del canal de Suez i de les divises que portaven els emigrants egipcis que treballaven en altres estats. En el 1985 i 1986 el preu del petroli es va enfonsar, el turisme va caure per la inestabilitat social, les divises que portaven els emigrants egipcis caigueren, ja que molts d'ells venien d'Iraq i de l'Iran a causa de la guerra que mantenien aquests dos països i els ingressos del canal de Suez s'estanquen. Per tant, la balança exterior es deteriora i augmenta el deute exterior, fins al punt de col·locar Egipte al caient de la suspensió de pagaments, que si no es produí fou per l'ajuda dels Estats Units. A més la tornada dels emigrants el 1986 augmenta l'atur. En els anys posteriors de 1986, Egipte no té altre remei que realitzar llargues i tortuoses negociacions sobre el pagament del seu deute extern amb els creditors, especialment amb el Club de París. Davant d'aquesta situació sorgeixen vagues a Kubra, al Kema i a Mahalla, que van ser convenientment reprimides. El 1986 hi va haver una revolta de policies al Caire que va acabar amb 100 morts i importants danys materials. Però això no va ser el més greu. La política exterior, la inexistència de democràcia i la crisi econòmica és el brou de cultiu de l'integrisme islàmic, el qual al principi s'acarnissa amb la ciutat d'Asyut i pren com a objectius les esglésies coptes i els videoclubs.
A la fi de 1986 es va reformar la llei electoral, a causa de les denúncies de la seva inconstitucionalitat. Ara els candidats independents havien d'aconseguir el 18% dels vots per a tenir un escó per circumscripció, i els partits havien d'aconseguir el 8% dels vots. Al febrer de 1987 Mubarak va convocar un referèndum de tràmit per a dissoldre l'assemblea (el "sí" va aconseguir el 88,9% dels vots) i a l'abril es van celebrar eleccions presidencials en què el partit de Mubarak (el PND) va aconseguir el 75% dels escons i una coalició entre el Partit Socialista del Treball, el Partit Liberal i els Germans Musulmans va aconseguir-ne la resta. El 1987 el primer ministre fou Alef Sidqi.
En el 1990 el FMI decideix aplicar les seves "miraculoses" polítiques d'ajustament estructural sobre Egipte com a condició per a prestar més diners. Aquestes polítiques van ser de dos tipus: 
- Reduir el dèficit públic, que en el 1990 era del 50%. Això es faria reduint les subvencions a l'electricitat, la gasolina i els bitllets de ferrocarril; retallant la inversió pública del 12,4% del PIB durant el 1990 al 8% del PIB entre el 1993 – 94; reduint els salaris reals, els quals van baixar un 24% entre 1988 i 1993; liberalitzant el comerç exterior i baixant els aranzels. En el 1994 el dèficit públic ja era de solament del 4% i en el 1996 del 2,6%.

- Privatització de les empreses públiques després d'acomiadar-ne i jubilar-ne els treballadors sobrants. Es va realitzar amb lentitud: el 1993 es van privatitzar únicament les embotelladores de Coca–Cola i Pepsi i el 1994 es van privatitzar altres 3 empreses.

Aquestes polítiques van reduir el dèficit pressupostari i la inflació, i la producció agrícola va pujar, però el creixement del PIB entre 1991 i 1994 va ser raquític, inferior al creixement de la població, la qual cosa va implicar un empobriment real de la població. A més, els salaris reals es van reduir bastant més que el PIB, cosa que implicà una pitjor distribució de la riquesa a favor de les rendes del capital.
En el 1990 el govern va fer una contrareforma agrària que va fer prevaler els propietaris sobre els arrendataris de terres, expropiant a aquests les terres, a vegades sense indemnitzacions.
L'aplicació de les polítiques d'ajustament estructural i la contrareforma agrària va exacerbar encara més la ja alta conflictivitat social que alimenta el terrorisme islamista. Per aquests anys els ulemes clamen contra el laïcisme. Des de 1991 se succeïxen els atemptats que els integristes islàmics realitzen contra dirigents polítics (atemptat frustrat contra Mubarak en el 1995), "inversors" estrangers, policies i, més tard, turistes. Aquests atemptats deixaren un saldo de diversos centenars de morts anuals. El govern reacciona en el 1992 declarant la guerra contra el terrorisme islamista, ocupant militarment Asyut i creant els tribunals militars, els quals poden aplicar penes de mort.
Mubarak estableix de nou relacions diplomàtiques amb els estats àrabs i reingressa en l'OPEP, però la Guerra de l'Iraq tornarà a allunyar Egipte -pel seu suport a la coalició liderada pels Estats Units- de bona part dels seus veïns, i denunciarà la seva política l'Organització per a l'Alliberament de Palestina.
En aquest context intern i extern en el 1993 Mubarak és reelegit per l'Assemblea del Poble amb 441 vots d'un total de 454. Poc després guanya un referèndum presidencial amb el 96,28% dels vots.
A partir de 1994 i fins a almenys 1997 el pols que el govern manté amb els islamistes registra novetats. D'una banda, els terroristes passen a operar també a Minya i entre els seus actes ara també atraquen bancs. Per una altra, el govern deté injustament membres dels Germans Musulmans, acusats de terrorisme. També col·loca els sindicats professionals, en els quals abunden els afiliats als Germans Musulmans, sota control judicial. El govern passa a fer detencions preventives de sospitosos de terrorisme. Les presons s'omplen: en el 1996 es parlava de 16.700 islamistes a la presó per les lleis d'emergència. Immediatament abans de les eleccions presidencials de 1995, legislatives de 1996 i locals de 1997, les tres de resultat totalment predictible, s'exclou i deté molts candidats dels Germans Musulmans.
En el 1996 Mubarak canvia a Alef Sidqi per Kamal al Ganduri en el lloc de primer ministre.
Al juny de 1996 s'aprova una llei que autoritza els inversors estrangers a convertir-se en majoritaris en les aliances d'empreses bancàries. Es treuen lleis que permeten als estrangers invertir en el negoci immobiliari i en les autopistes. A l'octubre de 1997 es va treure una llei de liberalització de terres agrícoles que va provocar protestes dels camperols.
1997: Acord amb el Club de París.
Després de l'atemptat de Luxor del 17 de novembre de 1997, la política penitenciària egípcia canvia amb una extensió de les execucions que fa intervenir la comunitat internacional i AI sense èxit.
A l'atemptat de Luxor, es va unir l'efecte dels atacs terroristes de l'11 de setembre de 2001 als Estats Units, cosa que va dur a una crisi en els ingressos per turisme especialment greu.

### Revolta popular del 2011
La Revolta popular del 2011 va ser un seguit de manifestacions al carrer, protestes i actes de desobediència civil que van començar el 25 de gener del 2011 i que es van difondre per tot el país. Les manifestacions i els disturbis van ser duts a terme per diversos grups socials i s'inspiraren principalment en la Revolució del Gessamí de Tunísia. Les manifestacions i revoltes van ser espontànies i una resposta a l'excés de brutalitat policíaca, a les lleis d'emergència de l'estat, a les altes taxes d'atur, al desig d'augmentar el salari mínim, a la manca d'habitatges i aliments, la inflació, la corrupció, la manca de llibertat d'opinió i les pobres condicions de vida. L'objectiu de les protestes era la dimissió del president Hosni Mubarak, el qual portava en el poder més de 30 anys. Les manifestacions a la cèntrica plaça Tahrir del Caire van conduir finalment a la dimissió innegociable de Mubarak, que fou detingut i condemnat a cadena perpètua.

### Egipte post-Mubarak (2011-)
Després de la caiguda de Mubarak se celebraren eleccions i Mohamed Mursi, líder dels Germans Musulmans va resultar elegit president d'Egipte, el primer elegit democràticament de la història del país. El 3 de juliol de 2013, enmig de fortes protestes, Mursi va ser deposat pel cap de les forces armades Abdel Fattah el-Sisi, que va suspendre la constitució i va arrestar molts dels membres dels Germans Musulmans, alguns dels quals serien condemnats a mort pel seu paper en la repressió de les protestes. El-Sisi esdevindria president després d'unes eleccions molt discutides el juny de 2014.